# ティーラシン・デーンダー
ティーラシン・デーンダー（英: Teerasil Dangda、タイ語: ธีรศิลป์ แดงดา、1988年6月6日 - ）は、タイ・バンコク出身のプロサッカー選手。BGパトゥム・ユナイテッドFC所属。タイ代表。ポジションはフォワード。
日本では『テラシル・ダングダ』『ティーラシル・ダンダ』『ティラシン・デンダー』と表記されることもある。

## 経歴

### クラブ
1988年6月6日にバンコクで誕生したティーラシンは、ロイヤル・タイ・エアフォースFCに所属した元サッカー選手の父親の影響を受け、7歳から4歳年下の妹（後にタイ王国女子代表選手となるタニガーン・デーンダー）と一緒にサッカーを始めた。2005年、ロイヤル・タイ・エアフォースFCに入団した。ユースチームからファーストチームに昇格すると、レギュラーの座を獲得した。
2007年、タイ・ディヴィジョン1リーグのムアントン・ユナイテッドFCに移籍した。同年、タイ王国代表に選出され、10月8日に行われた2010 FIFAワールドカップ・アジア予選（1次予選）のマカオ戦で代表初ゴールを記録した。

#### マンチェスター・シティFC
2007年11月、タイ王国代表のスリー・スカ、キアトプラウット・サーイウェオと共に、タクシン・シナワットに買収されたプレミアリーグのマンチェスター・シティFCに移籍した。
しかし、労働許可証（ビザ）の問題により、スリー・スカと共にスイスのグラスホッパー・クラブ・チューリッヒに期限付き移籍した。キアトプラウットはベルギーのクラブ・ブルッヘに期限付き移籍した。2008年6月にマンチェスター・シティFC復帰後もビザの問題は解決されず、アブダビ・ユナイテッド・グループによってマンチェスター・シティFCが買収されると、3人は放出された。
ティーラシンはファーストチームで出場機会がなかったが、後にマンチェスター・シティFCでの時間を振り返って、「アマチュアレベルからプロレベルにステップアップするための貴重な経験ができた」と語った。

#### ムアントン・ユナイテッドFC
2009年、タイ・プレミアリーグのムアントン・ユナイテッドFCに復帰した。同年3月8日、タイ・ポートFC戦でプレミアリーグデビューを果たした。2009年にプレミアリーグ初優勝、2010年には2連覇を達成した。2012年は24ゴールを記録し、ムアントン・ユナイテッドFCを3回目の優勝に導くと共にプレミアリーグ得点王に輝いた。
2013年1月、プリメーラ・ディビシオンのアトレティコ・マドリードの練習に参加したが、移籍は実現しなかった。

#### UDアルメリア
2014年2月5日、同年7月にプリメーラ・ディビシオンのUDアルメリアに期限付き移籍することが発表された。期限付き移籍期間は2014-2015シーズンの1年間で買い取りオプションが付いている。同年8月23日、RCDエスパニョール戦でプリメーラ初出場を果たし、プリメーラで試合に出場した最初のタイ人サッカー選手となった。同年12月5日、コパ・デル・レイのレアル・ベティス戦で移籍後初ゴールを記録した。

#### ムアントン復帰
2015年1月にムアントンに復帰した。当初に予定されていたレンタル期間より半年早くUDアルメリアを去ることとなった。

#### サンフレッチェ広島
2017年12月、サンフレッチェ広島に期限付き移籍することが発表された。2月24日に行われた開幕戦の北海道コンサドーレ札幌戦で得点を挙げ、Jリーグ初のタイ人得点者となった。開幕戦でゴールを決めるも思うように得点を重ねられず、徐々にスタメンから外れる機会が増えて、最終的にはリーグ戦32試合で先発出場は11試合にとどまった。シーズン終了後、期限付き移籍期間満了により広島を退団。

#### 清水エスパルス
2020年、清水エスパルスに完全移籍で加入。2年ぶりにJリーグに復帰した。同年2月23日、開幕戦FC東京戦に先発出場すると、さっそく移籍後初ゴールを決めた。この得点は清水にとってホーム通算700ゴール目となった。清水ではリーグ戦24試合（先発6試合）に出場し、3得点を記録。

#### パトゥム・ユナイテッド
2020年12月23日、BGパトゥム・ユナイテッドFCに完全移籍することが清水エスパルスより発表された

## 所属クラブ
ユース経歴
- 2003年 - 2005年  アサンプション・ユナイテッドFC
- 2005年  ロイヤル・タイ・エアフォースFC

プロ経歴
- 2005年  ロイヤル・タイ・エアフォースFC
- 2006年  ラパチャFC
- 2007年  ムアントン・ユナイテッドFC
- 2007年 - 2008年  マンチェスター・シティFC
  - 2008年  グラスホッパーズ II （期限付き移籍）
  - 2008年  ラパチャFC （期限付き移籍）
- 2009年 -  ムアントン・ユナイテッドFC
  - 2014年 - 2015年  UDアルメリア （期限付き移籍）
  - 2018年  サンフレッチェ広島 （期限付き移籍）
- 2020年  清水エスパルス
- 2021年 -  BGパトゥム・ユナイテッドFC

## 個人成績
| 国内大会個人成績 | 国内大会個人成績   | 国内大会個人成績 | 国内大会個人成績 | 国内大会個人成績 | 国内大会個人成績 | 国内大会個人成績 | 国内大会個人成績 | 国内大会個人成績 | 国内大会個人成績 | 国内大会個人成績 | 国内大会個人成績 |
| 年度             | クラブ             | 背番号           | リーグ           | リーグ戦         | リーグ戦         | リーグ杯         | リーグ杯         | オープン杯       | オープン杯       | 期間通算         | 期間通算         |
| 年度             | クラブ             | 背番号           | リーグ           | 出場             | 得点             | 出場             | 得点             | 出場             | 得点             | 出場             | 得点             |
| タイ             | タイ               | タイ             | タイ             | リーグ戦         | リーグ戦         | リーグ杯         | リーグ杯         | FA杯             | FA杯             | 期間通算         | 期間通算         |
| ---------------- | ------------------ | ---------------- | ---------------- | ---------------- | ---------------- | ---------------- | ---------------- | ---------------- | ---------------- | ---------------- | ---------------- |
| 2005             | R・T・エアフォース |                  | ディビジョン1    | 6                | 3                | -                | -                | -                | -                | 6                | 3                |
| 2006             | ラパチャ           |                  | ディビジョン2    | 18               | 9                | -                | -                | -                | -                | 18               | 9                |
| 2007             | ムアントン・U      |                  | ディビジョン2    | 15               | 7                | -                | -                | -                | -                | 15               | 7                |
| スイス           | スイス             | スイス           | スイス           | リーグ戦         | リーグ戦         | スイス杯         | スイス杯         | オープン杯       | オープン杯       | 期間通算         | 期間通算         |
| 2008             | グラスホッパーズII |                  | 1.リーガ         | 6                | 1                | -                | -                | -                | -                | 6                | 1                |
| タイ             | タイ               | タイ             | タイ             | リーグ戦         | リーグ戦         | リーグ杯         | リーグ杯         | FA杯             | FA杯             | 期間通算         | 期間通算         |
| 2008             | ラパチャ           |                  | ディビジョン2    | 8                | 6                | -                | -                | -                | -                | 8                | 6                |
| 2009             | ムアントン・U      | 10               | TPL              | 25               | 7                | -                | -                | 1                | 0                | 26               | 7                |
| 2010             | ムアントン・U      | 10               | TPL              | 26               | 7                | -                | -                | 3                | 2                | 29               | 9                |
| 2011             | ムアントン・U      | 10               | TPL              | 26               | 13               | 3                | 1                | 5                | 5                | 34               | 19               |
| 2012             | ムアントン・U      | 10               | TPL              | 29               | 24               | 2                | 0                | 1                | 1                | 32               | 25               |
| 2013             | ムアントン・U      | 10               | TPL              | 32               | 15               | 2                | 1                | 4                | 4                | 38               | 20               |
| 2014             | ムアントン・U      | 10               | TPL              | 18               | 9                | 3                | 1                | 1                | 2                | 22               | 12               |
| スペイン         | スペイン           | スペイン         | スペイン         | リーグ戦         | リーグ戦         | 国王杯           | 国王杯           | オープン杯       | オープン杯       | 期間通算         | 期間通算         |
| 2014-15          | アルメリア         | 18               | ラ・リーガ       | 6                | 0                | -                | -                | 4                | 1                | 10               | 1                |
| タイ             | タイ               | タイ             | タイ             | リーグ戦         | リーグ戦         | リーグ杯         | リーグ杯         | FA杯             | FA杯             | 期間通算         | 期間通算         |
| 2015             | ムアントン・U      | 10               | TPL/ T1          | 31               | 11               | 1                | 2                | 6                | 1                | 38               | 14               |
| 2016             | ムアントン・U      | 10               | TPL/ T1          | 29               | 11               | 4                | 1                | 3                | 4                | 36               | 15               |
| 2017             | ムアントン・U      | 10               | TPL/ T1          | 31               | 14               | 5                | 5                | 4                | 1                | 40               | 20               |
| 日本             | 日本               | 日本             | 日本             | リーグ戦         | リーグ戦         | リーグ杯         | リーグ杯         | 天皇杯           | 天皇杯           | 期間通算         | 期間通算         |
| 2018             | 広島               | 31               | J1               | 32               | 6                | 5                | 1                | 0                | 0                | 37               | 7                |
| タイ             | タイ               | タイ             | タイ             | リーグ戦         | リーグ戦         | リーグ杯         | リーグ杯         | FA杯             | FA杯             | 期間通算         | 期間通算         |
| 2019             | ムアントン・U      | 10               | T1               | 19               | 6                | 0                | 0                | 1                | 1                | 20               | 7                |
| 日本             | 日本               | 日本             | 日本             | リーグ戦         | リーグ戦         | リーグ杯         | リーグ杯         | 天皇杯           | 天皇杯           | 期間通算         | 期間通算         |
| 2020             | 清水               | 23               | J1               | 24               | 3                | 1                | 0                | -                | -                | 25               | 3                |
| 通算             | タイ               | タイ             | T1               | 247              | 136              | 26               | 11               | 29               | 21               | 315              | 155              |
| 通算             | タイ               | タイ             | ディビジョン1    | 6                | 3                | -                | -                | -                | -                | 6                | 3                |
| 通算             | タイ               | タイ             | ディビジョン2    | 41               | 22               | -                | -                | -                | -                | 41               | 22               |
| 通算             | スイス             | スイス           | 1.リーガ         | 6                | 1                | -                | -                | -                | -                | 6                | 1                |
| 通算             | スペイン           | スペイン         | ラ・リーガ       | 6                | 0                | -                | -                | 4                | 1                | 10               | 1                |
| 通算             | 日本               | 日本             | J1               | 56               | 9                | 6                | 1                | 0                | 0                | 62               | 10               |
| 総通算           | 総通算             | 総通算           | 総通算           | 381              | 158              | 26               | 12               | 33               | 22               | 440              | 192              |

- 太字はリーグ戦最多数値

出場記録
- Jリーグ初出場 - 2018年2月24日 J1第1節 北海道コンサドーレ札幌戦（エディオンスタジアム広島）
  - 初得点 - 同上

| 国際大会個人成績 | 国際大会個人成績 | 国際大会個人成績 | 国際大会個人成績 | 国際大会個人成績 |
| 年度             | クラブ           | 背番号           | 出場             | 得点             |
| AFC              | AFC              | AFC              | ACL              | ACL              |
| ---------------- | ---------------- | ---------------- | ---------------- | ---------------- |
| 2010             | ムアントン・U    | 10               | 7                | 1                |
| 2011             | ムアントン・U    | 10               | 8                | 4                |
| 2013             | ムアントン・U    | 10               | 5                | 0                |
| 2014             | ムアントン・U    | 10               | 2                | 0                |
| 2016             | ムアントン・U    | 10               | 1                | 0                |
| 2017             | ムアントン・U    | 10               | 7                | 5                |
| 2018             | ムアントン・U    | 10               | 2                | 0                |
| 通算             | ACL              | ACL              | 32               | 10               |

## 代表歴

### 試合数
- 国際Aマッチ 127試合 64得点（2007年-）[14]

| タイ代表 | 国際Aマッチ | 国際Aマッチ |
| 年       | 出場        | 得点        |
| -------- | ----------- | ----------- |
| 2007     | 7           | 2           |
| 2008     | 14          | 8           |
| 2009     | 9           | 6           |
| 2010     | 5           | 0           |
| 2011     | 7           | 3           |
| 2012     | 10          | 9           |
| 2013     | 7           | 1           |
| 2014     | 1           | 0           |
| 2015     | 10          | 4           |
| 2016     | 15          | 9           |
| 2017     | 6           | 2           |
| 2018     | 4           | 0           |
| 2019     | 9           | 3           |
| 2020     | 0           | 0           |
| 2021     | 6           | 4           |
| 2022     | 9           | 7           |
| 2023     | 8           | 6           |
| 2024     |             |             |
| 通算     | 127         | 64          |

## タイトル

### クラブ
ムアントン・ユナイテッドFC
- タイ・プレミアリーグ：4回 (2009, 2010, 2012, 2016)
- タイ・ディヴィジョン2リーグ：1回 (2007)
- コー・ロイヤルカップ：1回 (2010)

BGパトゥム・ユナイテッドFC
- タイ・リーグ1：1回 (2020-21)
- タイランド・チャンピオンズカップ：1回 (2021)

### 代表
U-23タイ代表
- 東南アジア競技大会金メダル：1回 (2007)

タイ代表
- T&T Cup：1回 (2008年)
- AFFスズキカップ：3回 (2016, 2020, 2022)
- キングスカップ：1回 (2016)

### 個人
- AFFスズキカップ 得点王(ゴールデンブーツ)：4回 (2008, 2012, 2016, 2020)
- AFFスズキカップ ベストイレブン：3回 (2012, 2016, 2020)
- ASEANサッカー連盟 ベストイレブン：2回 (2013, 2017)
- タイ・プレミアリーグ MVP：1回 (2012)
- タイ・プレミアリーグ 得点王：1回 (2012)

## 私生活
妹のタニガーン・デーンダーもサッカータイ王国女子代表選手で、2023年にはAC長野パルセイロ・レディースに加入した。